# Alina Sergejewna Stremous
Alina Sergejewna Stremous (russisch Алина Сергеевна Стремоус; * 11. Juli 1995 in Kotelnikowo, Oblast Wolgograd, Russland) ist eine russische Biathletin, die seit 2020 für die Republik Moldau startet. Ende Januar 2022 wurde sie Europameisterin in der Verfolgung.

## Karriere
Alina Stremous startete bis 2019 bei nationalen russischen Wettbewerben und konnte dort auch mehrmals Medaillen gewinnen. Anfang 2020 schließlich wechselte sie gemeinsam mit einigen anderen russischen Athleten in die Nationalmannschaft der Republik Moldau und gab ihr internationales Debüt bei den Biathlon-Europameisterschaften 2020. Dort wurde sie 81. sowie 91. in den Individualwettbewerben und 19. mit der Mixedstaffel. Danach startete sie bei drei weiteren Wettbewerben bei der letzten Station des IBU-Cup 2019/20 und konnte dabei als 38. des zweiten Sprints ihre ersten Punkte holen. Stremous gab ihr Weltcupdebüt im Rahmen der Saison 2020/21. Nachdem sie bei ihrem ersten Rennen, dem Sprint von Kontiolahti, jedoch den 102. und damit vorletzten Platz belegte, bestritt sie die nächsten Wettbewerbe im IBU-Cup. Dort lief sie konstant in die Top 30, wobei ihr bestes Einzelergebnis ein 4. Rang war. Bei den Europameisterschaften 2021 wurde Stremous 19. im Einzel und belegte sowohl im Sprint als auch in der Verfolgung den 48. Rang. Mit der Mixedstaffel erreichte sie den 9. Platz. Auch an den Weltmeisterschaften nahm die Moldauerin im selben Jahr teil und konnte immerhin das Verfolgungsrennen erreichen. Nach einem weiteren Rennen im IBU-Cup wurde Alina Stremous im März 2021 erneut im Weltcup eingesetzt und sammelte dort mit einem 19. Platz im Sprint und einem 28. Platz in der Verfolgung bei den Rennen in Nové Město na Moravě erstmals Weltcuppunkte. Am Ende der Saison belegte sie den 69. Rang in der Gesamtwertung des Weltcups.
Nachdem für Stremous in den ersten Rennen des Biathlon-Weltcups 2021/22 keine nennenswerten Ergebnisse heraussprangen, ging es vor allem zu Beginn des neuen Kalenderjahrs steil bergauf. In Le Grand-Bornand gelang ihr mit einem 27. Rang in der Verfolgung zunächst ihr zweitbestes Karriereresultat. Seither gab es für die Moldauerin in jedem Rennen Weltcuppunkte. In Oberhof unterbot sie in der Verfolgung ihr bisher bestes Ergebnis um drei Plätze, zwei Wochen später wurde jener 16. Rang mit Platz 14 im Einzel von Antholz erneut unterboten. Mit dieser Platzierung qualifizierte sich Stremous auch für ihren ersten Massenstart, den sie trotz zweier Fehler auf Rang 9, und damit zum ersten Mal in den Top 10, abschloss. Im Vorfeld der Olympischen Winterspiele, für die sie als beste Biathletin ihres Landes qualifiziert war, nahm Stremous an den Europameisterschaften am Arber im Bayerischen Wald teil. Hier gewann die Moldauerin zunächst die Silbermedaille im Einzel, tags darauf gelang ihr Rang vier im Sprint. Am 29. Januar konnte sie dann bei extrem schwierigen Bedingungen trotz vierer Schießfehler das Verfolgungsrennen gewinnen. Stremous ist damit nach Natalja Lewtschenkowa, die 2008 Gold im Einzel gewann, die zweite Biathletin ihres Landes, die Europameisterin wurde. Die Olympischen Spiele verliefen für die Moldauerin ebenfalls mehr als zufriedenstellend: ohne Schießfehler beendete sie den Sprint auf Rang 10 und die Verfolgung auf Platz 16, womit sie sich erneut für einen Massenstart qualifizierte. Bei der Schlussfeier war die 26-jährige aufgrund ihrer Erfolge Fahnenträgerin. In der Weltrangliste der Saison 2021/22 klassierte sie sich auf Rang 38.
Der Winter 2022/23 verlief bis zum Jahreswechsel enttäuschend, da Stremous keinen einzigen Weltcuppunkt einfahren konnte. Erst bei den Wettkämpfen auf der Pokljuka gelang ihr dies in Sprint und Verfolgung, zudem lief sie in der Single-Mixed-Staffel mit Michail Ussow auf den neunten Rang und realisierte das erste Top-10-Ergebnis einer moldawischen Staffel in der Weltcupgeschichte. Beim Einzelwettkampf von Ruhpolding traf Stremous alle zwanzig Scheiben und erreichte mit Rang 12 ihr zweitbestes Weltcupergebnis, woraufhin sie sich erneut für einen Massenstart qualifizieren konnte. Als Titelverteidigerin konnte die Moldawierin bei den Europameisterschaften 2023 keine Einzelmedaille gewinnen und erreichte als bestes Ergebnis den sechsten Platz im Verfolger, mit Michail Ussow verpasste sie eine Medaille in der Single-Mixed-Staffel zudem haarscharf um 1,5 Sekunden. Wenig später war Stremous auch bei den Weltmeisterschaften wieder am Start, konnte in den Individualbewerben nicht überzeugen, unterbot aber ihr bisheriges Staffelbestergebnis, diesmal mit Maxim Makarow, um einen Platz und wurde Achte. Das letzte Trimester verlief ohne Punktegewinn, womit Stremous in der Gesamtwertung auf den 50. Platz fiel.
Wie schon vor zwei Jahren, gewann die Moldauerin auch 2024 die Silbermedaille im Einzel bei den Europameisterschaften, die in Brezno-Osrblie in der Slowakei stattfand.

## Persönliches
Stremous ist mit ihrem Teamkollegen Andrei Ussow in einer Beziehung.

## Statistiken

### Weltcupplatzierungen
Die Tabelle zeigt alle Platzierungen (je nach Austragungsjahr einschließlich Olympische Spiele und Weltmeisterschaften).
- 1.–3. Platz: Anzahl der Podiumsplatzierungen
- Top 10: Anzahl der Platzierungen unter den ersten zehn (einschließlich Podium)
- Punkteränge: Anzahl der Platzierungen innerhalb der Punkteränge (einschließlich Podium und Top 10)
- Starts: Anzahl gelaufener Rennen in der jeweiligen Disziplin
- Staffel: inklusive Mixed- und Single-Mixed-Staffeln

| Platzierung               | Einzel | Sprint | Verfolgung | Massenstart | Staffel | Gesamt |
| ------------------------- | ------ | ------ | ---------- | ----------- | ------- | ------ |
| 1. Platz                  |        |        |            |             |         |        |
| 2. Platz                  |        |        |            |             |         |        |
| 3. Platz                  |        |        |            |             |         |        |
| Top 10                    |        |        |            | 1           | 1       | 2      |
| Punkteränge               | 2      | 7      | 7          | 2           | 8       | 26     |
| Starts                    | 6      | 20     | 13         | 2           | 8       | 49     |
| Stand: Saisonende 2022/23 |        |        |            |             |         |        |

### Olympische Winterspiele
Ergebnisse bei Olympischen Winterspielen:
|                                        | Einzelwettbewerbe | Einzelwettbewerbe | Einzelwettbewerbe | Einzelwettbewerbe | Staffelwettbewerbe | Staffelwettbewerbe |
| Einzel                                 | Sprint            | Verfolgung        | Massenstart       | Damenstaffel      | Mixedstaffel       |                    |
| -------------------------------------- | ----------------- | ----------------- | ----------------- | ----------------- | ------------------ | ------------------ |
| Olympische Winterspiele 2022 \| Peking | 37.               | 10.               | 16.               | 30.               | –                  | –                  |

### Biathlon-Weltmeisterschaften
Ergebnisse bei den Weltmeisterschaften:
| Weltmeisterschaften | Weltmeisterschaften | Einzelwettbewerbe | Einzelwettbewerbe | Einzelwettbewerbe | Einzelwettbewerbe | Staffelwettbewerbe | Staffelwettbewerbe | Staffelwettbewerbe |
| Jahr                | Ort                 | Einzel            | Sprint            | Verfolgung        | Massenstart       | Damenstaffel       | Mixedstaffel       | S.-M.-Staffel      |
| ------------------- | ------------------- | ----------------- | ----------------- | ----------------- | ----------------- | ------------------ | ------------------ | ------------------ |
| 2021                | Pokljuka            | 72.               | 53.               | 54.               | –                 | –                  | 22.                | –                  |
| 2023                | Oberhof             | 41.               | 63.               | –                 | –                 | –                  | 23.                | 8.                 |